# IPad Mini
 Der er for få eller ingen kildehenvisninger i denne artikel, hvilket er et problem. Du kan hjælpe ved at angive troværdige kilder til de påstande, som fremføres i artiklen.

iPad Mini er 4. generation af Apples populære tablet, som blev fremvist ved Apple's keynote den 23. oktober 2012.
Som navnet antyder er skærmen blevet skåret ned i størrelse fra 9,7 tommer til 7,9 tommer (1024 x 768 pixel).
- Apple A5 Dualcore processor(1 GHz)
- 1 GB RAM.
- 16, 32, 64 GB lagerplads.
- vægt: 308 gram.
- Dimensioner: 134,7 mm bred, 200 mm lang og 7,2 mm tyk.